# موج پی

موج پی صفحه‌ای

نمایش انتشار امواج پی در شبکه دو بعدی (شکل تجربی)

امواج پی (به انگلیسی: P-waves) یا امواج اولیه (به انگلیسی: Primary waves) یا امواج فشاری (به انگلیسی: Pressure waves) امواجی هستند که جهت انتشار آن‌ها در راستای ارتعاش ذرات می‌باشد ، امواج صوت ملموس‌ترین امواج فشاری هستند.این امواج می‌توانند از درون گازها،  مایعات و  جامدات عبور کنند، هر چند که امواج برشی نمی‌توانند از سیالات عبور کنند. امواج فشاری خیلی سریعتر از امواج برشی و امواج سطحی مستهلک می‌شوند فلذا در زمان زلزله موجب خرابی نمی‌شوند. ولی بدلیل کوتاه بودن طول موجشان - در مقایسه با دیگر امواج زلزله - به سرعت پخش می‌شوند. به همین دلیل به آن‌ها امواج اولیه گفته می‌شود زیرا قبل از امواج دیگر قابل ثبت هستند. لرزه‌سنج و شتابسنج این امواج را ثبت می‌کند.